# Храм Марса (Рим)
Храм Марса (лат. Aedes Martis in Circo) ― ныне утраченное древнеримское культовое сооружение, построенное в честь бога войны Марса во II веке до н. э. Храм располагался на Марсовом поле, возле цирка Фламиния.

## Местонахождение
Храм Марса был одним из многих монументальных зданий, построенных в середине II века вокруг цирка Фламиния. Раньше он отождествлялся с Храмом Нептуна, ныне считается, что он был расположен между нынешними улицами Виа дельи Спекки и Виа ди Сан Сальваторе ин Кампо.

## История
В 138 году до н. э. консул Децим Юний Брут Каллаик дал обет построить храм в честь Марса. Строительство финансировалось из трофеев военной кампании Децима Юния в Испании (ex manubiis), началось после 135 года. Храм был освящён после празднования триумфа консула. Считается, что архитектором храма был Гермодор Саламинский, который примерно в те же годы активно трудился в Риме. Храм был восстановлен в конце республикой эпохи, но сохранил свой первоначальный план и оригинальные черты.
Руины храма, и в частности шесть колонн, были обнаружены французским архитектором Бальтаром в 1837 году и изучены итальянским археологом Веспиньяни в 1838 году. Эти останки храма можно увидеть в Риме и сейчас.